# ブリュースター角
ブルースター角（ブルースターかく、Brewster's angle）、または偏光角（へんこうかく、polarization angle）は屈折率の異なる物質の界面においてp偏光の反射率が0となる入射角である。非偏光がブルースター角で入射したとき、反射光は完全に偏光となる。発見者のディヴィッド・ブルースターの名前からブルースター角と呼ばれる。 
屈折率の異なる2つの物質の界面にある角度をもって光が入射するとき、電場の振動方向が入射面に平行な偏光成分p偏光と、垂直な偏光成分s偏光とでは、反射率が異なる。入射角を0度から徐々に増加していくと、p偏光の反射率は最初減少し、ある角度（ブルースター角）で0となり、その後増加する。s偏光の反射率は単調に増加する。このような反射率の偏光・入射角依存性は、フレネルの式で表される。
ブルースター角は2つの物質の屈折率から求められ次式のようになる。
{\displaystyle \theta _{B}=\mathrm {Arctan} \left({\frac {n_{2}}{n_{1}}}\right)}
n1は入射側の屈折率、n2は透過側の屈折率である。例えば、屈折率1の空気中から屈折率が1.5のガラスに入射する光のブルースター角は約56度である。
入射角がブルースター角のとき、透過光（屈折光）と反射光とのなす角は90度となる。

## 応用
例えばガスレーザーにおいてレーザー媒質となるガスを封入する管の窓など、反射損失を極めて小さくしたい場所に、入射角がブルースターとなる窓が用いられることがある。このような窓をブルースター窓という。